# Bismarck (bojna ladja)
Bismarck je bila prva od dveh bojnih ladij razreda Bismarck, zgrajena za nemško vojno mornarico. Poimenovali so jo po Otto von Bismarcku, nemškemu kanclerju. Ladja je bila dokončana Avgusta 1940 in bila takoj sprejeta v nemško mornarico. Bismarck ter njena sestrska ladja Tirpitz, sta bili največji ladji, ki ju je kadarkoli zgradila Nemčija in ene izmed največjih, ki ju je kadarkoli zgradila Evropa.
Med osemmesečnim delovanjem ladje, ki ji je poveljeval Kapitan Ernst Lindemann, je bila ladja uporabljena le v eni vojaški operaciji, imenovani operacija Rheinübung. Načrt Bismarcka, ki je plul skupaj s težko križarko Prinz Eugen, je bil prebiti se v Atlantik in napadati zavezniške konvoje, ki so pluli med Severno Ameriko ter Veliko Britanijo. Ladji so večkrat opazili ob Skandinaviji, zato so Britanci načrtovali ladjama zapreti pot. Prišlo je do Bitke pri Danskem prelivu, v kateri je Bismarck potopil največjo angleško bojno križarko ladjo HMS Hood in močno poškodoval, prav tako takrat novo angleško bojno ladjo, HMS Prince of Wales. Bismarcka so topovi angleških ladij zadeli trikrat in poškodovali enega od njegovih oljnih rezervoarjev – kljub vsemu so bile poškodbe tako majhne, da je Bismarck brez težav nadaljeval pot proti Severnemu Atlantiku.
Dva dni pozneje so ga napadli lahki torpedni bombniki Swordfish, ki so vzleteli iz angleške letalonosilke HMS Ark Royal nedaleč stran; eden izmed torpedov je zadel ladijsko krmilo in jo s tem obsodil na kroženje. Bismarck je potonil naslednje jutro, ko je bil napaden s strani zavezniških rušilcev in skupin ladij, ki so jih Britanci poslali na lov za Bismarckom.
Razbitina leži na globini 4.791 m, odkril pa jo je Robert Ballard, leta 1989

## Gradnja in značilnosti
Ladja je bila splovljena 14. februarja 1939. Krstila jo Dorothee von Löwenfeld, vnukinja nemškega kanclerja Otto von Bismarcka, po komer je bila ladja poimenovana. Množico je nagovoril tudi Adolf Hitler. Bismarck je bil sprejet v floto nemške mornarice 24. avgusta 1940; pred začetkom njegovega delovanja so bile na vrsti še preizkušnje, ki so se odvijale v Baltskem morju. Takoj, ko se je Bismarck uradno pridružil floti nemške mornarice, je poveljevanje prevzel kapitan Ernst Lindemann.
Bismarck je po zaključeni izgradnji tehtal 41.700 ton, ko pa je bil polno natovorjen pa se je njegova teža povečala na 50.300 ton. Dolžina celotne ladje je bila 251 metrov, na sredini, kjer je bil najširši, je bil širok 36 metrov. Bismarck je bil nemška največja bojna ladja ter ena izmed največjih v Evropi. Poganjale so ga tri Blohm & Voss parne turbine in dvanajst Wagner kotlov v katerih je izgorevalo olje – vsi skupaj so ustvarili 150.170 konjskih moči, ladja je tako lahko dosegla maksimalno hitrost 30,01 vozlov (55,58 km/h). Brez dotakanja goriva je lahko preplula 8.870 navtičnih milj (16.430 kilometrov), pri hitrost 19 vozlov (35 km/h). Največja nemška bojna ladja je bila opremljena tudi s tremi FuMO 23 iskalnimi radarji.
Bismarck je na sebi imel 103 častnikov in 1.962 mornarjev. Posadka se je delila na dvanajst delov, v vsakem je bilo od 180 do 220 ljudi. Prvih šest oddelkov je bilo zadolženih za nemoteno delovanje in uporabo ladijskega orožja, oddelki ena do štiri so bili zadolženi za glavne ladijske topove, peti in šesti oddelek pa je upravljal s protiletalskimi topovi. Sedmi oddelek so sestavljali kuharji, tesarji ipd., osmega pa večinoma nosači streliva. Vsi radio operatorji, signalniki ter častniki osebja so spadali v deveti oddelek. Zadnji trije oddelki so pripadali osebju v strojnici.
Bismarck je bil oborožen z osmimi, 38 centimetrski topovi, povezanih v štiri topovske kupole (na vsaki sta bila dva topova). Spredaj so imeli dva topova dolgega dometa – »Anton« in »Bruno« in dva topova dolgega dometa zadaj – »Caesar« in »Dora«. Sekundarno oborožitev je predstavljajo dvanajst 15 centimetrskih, šestnajst 10,5 centimetrskih in šestnajst 3,7 centimetrskih topov ter še dvanajst 2 centimetrskih protiletalskih topov. Ladja je na sebi nosila tudi štiri vodna letala, ki so bila spravljena v enem velikem hangarju, imeli pa so tudi katapult, za izstrelitev teh letal iz ladje.

## Zgodovina delovanja
Bismarck je 15. septembra 1940, tri tedne potem, ko je bil predan nemško mornarici, zapustil Hamburg in pričel s preizkušnjami v Baltskem morju. Medtem, ko so testirali zmogljivosti ladje, natančneje stabilnost ter odzivnost, so inženirji odkrili napako v obliki ladje. Ko so preskušali zavijanje, le s spreminjanjem moči delovanja propelerjev, je posadka Bismarcka spoznala, da bo na morju, bilo izjemno težko ohraniti plovbo naravnost. Preskušanje Bismarckovih glavnih ladijskih topov, se je odvijalo v novembru. Testi so pokazali, da je bila paluba ladje zelo stabilna podlaga za topove. Preizkušnje so trajale do 9. decembra, ko se je Bismarck vrnil v Hamburg, z le nekaj poročili o manjših napakah, ki so bile odkrite med testiranji, dokončan pa je bil tudi dolgotrajen proces urejanja notranjosti ladje.

Bismarck se je nameravala vrniti v Kiel (to je bila njegova baza med preizkušnjami v Baltiku), 24. januarja 1941, vendar so na isti dan, v Kielskem kanalu potopili trgovsko ladjo, ki je onemogočila pretok prometa skozi kanal. Bismarck je bil tako parkiran v Hamburgu celih pet tednov. Medtem, ko so čakali na pričetek poti, je Bismarcka obiskal švedski kapitan Anders Forshell, ki se je pozneje vrnil na Švedsko z natančnim opisom ladje – ta opis je po nekaj časa tudi pricurljal do Velike Britanije. Kraljeva mornarica je tako zdaj imela prvi poln opis plovila, čeprav je v opisu manjkalo nekaj pomembnih podatkov, denimo njegova najvišja možna hitrost.
6. marca 1941 je Bismarck prejel dovoljenje za pot do Kiela. Med potjo so ladjo spremljali številni vojaški avioni, trgovske ladje ter ledolomilci. 8. marca ob 8:45 je ladja za kratek čas nasedla na južni obali Kielskega kanala; osvobojena je bila v eni uri ter v Kiel prispela že naslednji dan, kjer so prevzeli strelivo, natočili gorivo ter jo prebarvali v progaste barve ter jo s tem zakamuflirali. 12. marca so Britanski bombniki neuspešno napadli njihovo pristanišče. 17. marca je ledolomilec Schlesien pospremil Bismarcka do Gotenhafna, kjer so nadaljevali s preizkušanjem vojaške opreme.
Poveljstvo nemške vojne mornarice, ki mu je poveljeval Admiral Erich Raeder, je zahtevalo nadaljevanje uporabe težkih ladij proti zavezniškim konvojem v Atlantiku. Dve ladji razreda Scharnhorst sta ravnokar zaključili Operacijo Berlin v Atlantiku in bili trenutno parkirani v Brestu v Franciji. Koncu gradnje se je bližala tudi bismarckova sestrska ladja Tirpitz. Začetek operacije v kateri naj bi se Bismarck in Tirpitz prebili iz Baltika in se v Atlantiku združili z dvema ladjama Scharnhorst razreda, je bil tako planiran za 25. april 1941.
Dela na Tirpitzu so bila dokončana kasneje kot je bilo pričakovano in ladjo so predali nemški mornarici šele 25. februarja, s tem da Tirpitz ni bila pripravljena na boj še vsaj do konca leta. Tudi ladji razreda Scharnhorst sta bili potrebni temeljitega popravila in prav tako kot Tirpitz ne bi mogli biti pripravljeni do 25. aprila. Admiral Günther Lütjens, poveljnik flote nemške mornarice, ki je bil izbran, da bo iz Bismarcka vodil celotno operacijo, je želel, da se rok začetka prestavi na datum, ko bo vsaj ena izmed ladij Scharnhorst ali Tirpitz bila pripravljena na boj; visoko poveljstvo pa se je vendarle odločilo, da se operacija ne sme pričeti z zamudo in določili so, da bo operacija Rheinübung bila izvedena le z Bismarckom in težko križarko Prinz Eugen. Na zadnjem srečanju z Raederjom, 26. aprila v Parizu, je tudi Lütjens odločil, da se mora operacija začeti čim prej ter, da sovražnikom ne smejo pustiti nobenega predaha.

### Operacija Rheinübung
Dne 5. maja sta v Gotenhafen, kjer sta bila zasidrana Bismarck in Tirpitz, prispela tudi Adolf Hitler in Wilhelm Keitel – oba sta bila deležna natančnega obhoda ladje, kasneje pa se je Hitler sestal tudi z admiralom Lütjensom, da sta se pogovorila o bližajoči se misiji. 16. Maja je Lütjens sporočil, da sta Bismarck in Prinz Eugen v celoti pripravljena na začetek operacije Rheinübung, zato je poveljstvo sklenilo, da se bo misija pričela zvečer, 19. maja.
S pričetkom operacije se je povečalo tudi bismarckovo število osebja – na kar 2.221 oficirjev ter mornarjev. Ladja je tako 19. maja ob 02:00 zjutraj, zapustila Gotenhafen ter se usmerila proti Danskemu prelivu. Ob 11:25 se ji je pridružila križarka Prinz Eugen, ki je zapustila pristanišče Cape Arkona, prejšnji dan ob 21:18. Spremljali so ju številni rušilci, vojaški avioni ter minolovci. Opoldne, 20. maja je kapitan Lindemann nagovoril bismarckovo posadko ter jim posredoval nekaj najpomembnejših podatkov o misiji.
20. maja, proti večeru je konvoj dospel do norveške obale, kjer so ga zapustile nekatere bojne ladje, med njimi tudi nekaj minolovcev. Naslednje jutro, so radijski častniki na križarki Prinz Eugen prestregli radijsko sporočilo Britancev v katerem so svojim letalom naročili naj še bolj pozorno oprezajo za konvojem, sestavljenim iz dveh večjih ter množice manjših bojnih ladij. 21. maja, okoli sedme ure zjutraj, so Nemci res opazili štiri neznana letala, vendar le za kratek čas, saj so hitro izginila. Malo po dvanajsti uri je konvoj dosegel Bergen in se zasidral v pristanišču v Grimstadfjordu. Tudi tukaj so postorili kar nekaj stvari, med drugim tudi prebarvali ladjo Bismarck, nazaj v njene prvotne barve.
Kljub lovcem Bf 109, ki so krožili okoli pristanišča ter varovali parkiran konvoj, je britanskemu letalskemu častniku Michaelu Sucklingu uspelo preleteti pristanišče na višini 8.000 metrov ter fotografirati Bismarcka in ostale ladje v konvoju. Glede na pridobljene informacije, je britanski admiral John Tovey naročil bojni križarki HMS Hood, komaj splovljeni novi bojni ladji HMS Prince of Wales ter šestim rušilcem, naj nadzorujejo Danski preliv in nemškim ladjam preprečijo izhod. Preostanek flote je bil v pripravljenosti v Scapa Flow; osmim bombnikom so tudi naročili naj napadejo nemški ladji, vendar pa se je vreme v zadnjih dneh precej poslabšalo in letala tako niso uspela najti nemškega konvoja.
Bismarck, medtem ko je bil zasidran na Norveškem, ni obnovil svojih zalog goriva, saj njegova operativna naloga ni zahtevala da to stori. Pred odhodom iz pristanišča je imel na sebi okoli 1.000 ton goriva, križarka Prinz Eugen pa okoli 764 ton. 21. maja, ob 19:30 so Bismarck, Prinz Eugen ter še trije spremljevalni rušilci zapustili Bergen. Malo po polnoči je admiral Raeder predstavil operacijo ter strategijo napada še Hitlerju, ki nad načrtom ni bil povsem zadovoljen, vseeno pa je privolil v nadaljevanje misije. Tako so se nekaj po četrti uri zjutraj od dveh bojnih ladij, ločili tudi trije spremljevalni rušilci. 22. maja opoldne je admiral Lütjens ukazal obe ladji obrniti proti Danskemu prelivu, od koder naj bi se prebili v Atlantik.
Admiral Lütjens je hotel s čim manj napora priti skozi Danski preliv, zato je 23. maja ob 4:00 zjutraj ukazal, naj se potovalna hitrost obeh ladij poveča na 27 vozlov (50 km/h). Takoj, ko sta ladji vstopili v preliv, sta vklopili FuMO iskalne radarje. Zaradi zmanjšane vidljivosti, na le 3 to 4 kilometre, je konvoj vodil Bismarck – plul je kak slab kilometer pred križarko Prinz Eugen. Okoli 10. ure so Nemci naleteli na nekaj ledenih gor in bili prisiljeni hitrost znižati na 24 vozlov (44 km/h). Dve uri za tem so dosegli točko, severno od Islandije, kjer so mogli vijugati med ledenimi kosi v vodi. Ob 19:22 so iz obeh ladij opazili angleško ladjo HMS Suffolk, dobrih 12 kilometrov stran. Malo pozneje so radijski častniki na križarki Prinz Eugen prestregli sporočilo, poslano iz HMS Suffolk, iz katerega je bilo jasno razvidno, da so jih opazili ter njihovo pozicijo sporočili v Anglijo.
Lütjens je križarki Prinz Eugen dovolil, da odpre ogenj proti HMS Suffolk, vendar kapitan Prinz Eugena ni verjel, da so sovražniku dovolj blizu in da sploh imajo možnosti da sovražnika zadenejo, zato je svoj ogenj zadržal. Suffolk se je hitro umaknila na varno razdaljo, nemškima ladjam pa je iz ozadja še vedno sledila. Ob 20:30 se je Suffolku pridružila težka križarka HMS Norfolk, ki pa se je Nemcem približala preveč. Iz Bismarcka in Prinz Eugena so nato izstrelili kar nekaj granat, le nekaj pa jih je HMS Norfolk tudi zadelo. Streljanje iz 38 centimetrskih topov je onesposobilo delovanje bismarckovega iskalnega radarja FuMO 23, zato je vodilno mesto v konvoju prevzela križarka Prinz Eugen s svojim delujočim radarjem.
Lütjens se je hotel dveh težkih križark, ki sta jih zasledovali znebiti, zato je okoli desetih zvečer ukazal Bismarcku narediti 180° obrat. Čeprav je rahel dež zmanjšal vidljivost in angleškima križarkama onemogočil, da bi nemško ladjo opazili, pa so jih hitro locirali s pomočjo radarja. Angleži so ostali na položajih vso noč ter sproti kontrolirali in sporočali položaj nemških ladij. Jasnega jutra naslednji dan, 24. maja, so na križarki Prinz Eugen zaznali približevanje para neznanih plovil, 37 kilometrov stran. Zvok, ki so ga slišali jim je dal vedeti, da gre za dve veliki ladji.

### Bitka pri Danskem prelivu
Ob 05:45, so nemški opazovalci na obzorju opazili dim; izkazalo se je, da gre za ladji Hood ter Prince of Wales, pod komando Vice Admirala Lancelota Hollanda. Lütjens je svojima ladjama ukazal naj ostaneta v pripravljenosti. Ob 05:52, se je razdalja med sovražnikoma zmanjšala na le še 26 kilometrov – Hood ter Prince of Wales sta pričela z akcijo. Hood je obstreljeval Prinz Eugena, za katerega so Britanci mislili, da je Bismarck, Prince of Wales pa je streljal na Bismarcka. Adalbert Schneider, prvi častnik orožja na Bismarcku, je dvakrat izdal prošnjo za odprtje topov, vendar ga je Lütjens zavrnil. Kmalu je posredoval kapitan Lindemann: »Ne bom dovolil, da mi ladjo raznese pod ritjo!« je dejal ter od Lütjensa izsilil dovoljenje za odprtje topov ob 05:55.
Britanske ladje so se Nemcem približale od spredaj, kar jim je dopuščalo, da uporabljajo le sprednje topove, medtem ko so Nemci streljali iz strani ter tako lahko uporabljali prav vse. Le nekaj minut po odprtju topov, je Holland naročil 20° obrat, nemške ladje pa bi obstreljevali še z zadnjimi topovi. Medtem sta obe nemški ladji obstreljevali Hooda. Le kakšno minuto po začetku akcije, ga je prvi izstrelek iz Prinz Eugena že zadel v lupino. Zadetek je sprožil veliko eksplozijo ter ogenj, ki pa je bil hitro pogašen. Po nekajkratni izstrelitvi, je Schneider določil razdaljo med Bismarckom ter Hoodom in nemudoma naročil še več salv in Bismarckovih osmih 38 centimetrskih topov. Istočasno se je izvajalo še streljanje iz sekundarnih 15 centimetrskih topov v Prince of Walesa. Holland je zaradi razmer naročil še en 20° obrat, da bi ladji spravil vzporedno z Bismarckom ter Prince Eugenom. Lütjens je medtem slednjemu naročil naj drži v ognju še Prince of Walesa, tako da bosta obe sovražni ladji bili obstreljevani. V le nekaj minutah je Prinz Eugen ladjo dvakrat zadel ter na njej povzročil manjši požar.
Lütjens je nato dal zamenjati bojno pozicijo Prinz Eugena ter ga prestavil za Bismarcka, da bi lahko nadaljeval z opazovanjem lokacije Norfolka ter Suffolka, ki sta bila še vedno kakih 20 kilometrov vzhodno. Ob 06:00, je Hood ravno končeval z drugim obratom, ko ga je zadel Bismarckov peti izstrelek ter predrl njegov tanek palubni oklep. Granata je prodrla do zadnjega skladišča streliva ter detonirala 112 ton kapljevitega goriva. Močna eksplozija je uničila del ladje, med glavnim jamborom ter zadnjim dimnikom. Sprednji del ladje se je kratek čas še pomikal naprej, dokler ni vdirajoča voda povzročila, da se je premec pod ostrim kotom dvignil visoko v zrak – enako se je kmalu pričela dvigati tudi krma, zaradi vode, ki je prodirala v, zaradi eksplozije odprtem delu trupa. Schneider je čez ozvočenje vzkliknil: » Potaplja se!« Ladja je gorela še natanko osem minut, nato pa izginila pod vodo, vključno z 1.418 člani posadke. Preživeli so le trije.
Bismarck je nato usmeril ogenj proti Prince of Walesu. Britanska bojna ladja je nemško zadela z njenim šestim izstrelkom, medtem ko jo je ta že s svojim prvim. Ena od granat je zadela poveljniški most in ubila vse na njem razen kapitana Johna Leacha ter še enega častnika. Nemški ladji sta nadaljevali z obstreljevanjem Prince of Walesa ter na njemu povzročili veliko škodo. Komaj nameščeni topovi so odpovedali, kljub njihovim težavam, pa je Prince of Wales Bismarcka zadel kar trikrat: s prvo granato v predel pod premcem, sicer nad gladino, vendar pa dovolj nizko, da so valovi lahko pljuskali skozi luknjo. Druga ga je zadela v oklep ter ni povzročila velike škode, tretja pa je letela skozi enega izmed rešilnih čolnov ter skozi katapult za izstreljevanje letal, brez da bi eksplodirala.
Ob 06:13 je kapitan Leach podal ukaz za umik; delala sta le še dva od desetih 360 mm topov in ladja je utrpela veliko škodo. Prince of Wales je naredil 160° obrat ter s pomočjo dimne zavese kril svoj umik. Nemci so s streljanjem prenehali, ko se razdalja povečevala. Klub temu, da je kapitan Lindemann predlagal lov za bežečo angleško ladjo ter njeno uničenje, pa je Lütjens ubogal navodila misije: izogibanje bitkam s kakršnimikoli ladjami, ki ne spremljajo konvojev; Lindemannov predlog je zavrnil ter ladje obrnil proti Severnemu Atlantiku. V bitki je Bismarck izstrelil 93 izstrelkov, zadeli so ga le trije. Luknja pod premcem je tako omogočila približno 1000 – 2000 tonam vode, da so prišle v ladjo ter tako onesnažile gorivo, ki je bilo shranjeno v premcu. Lütjens je tudi zavrnil upočasnitev ladje, ki bi tehničnim ekipam omogočila popraviti nastalo odprtino, katera pa se je večala in tako je v ladjo vstopilo vse več in več vode. Nekaj dodatnega vdiranja vode je povzročil tudi drugi izstrelek iz Prince of Walesa. Drugi izstrelek je prav tako poškodoval parovoda v turbo – generatorski sobi, vendar pa to ni bilo usodno, saj je Bismarck imel zadostno število rezervnih generatorjev. Vdiranje vode v ladjo je povzročilo 9 stopinjski nagib na stran, ter tonjenje premca pod kotom 3 stopinje.